# Pokači
Pokači (rusky Покачи) je město v Chantymansijském autonomním okruhu – Jugře v Ruské federaci. Při sčítání lidu v roce 2010 mělo přes sedmnáct tisíc obyvatel.

## Poloha a doprava
Pokači leží v Západosibiřské rovině na pravém břehu Vaťjoganu, pravého přítoku Aganu v povodí Obu.
Nejbližší větší město je Langepas přibližně 70 kilometrů jižně, kam z Pokači vede silnice a kde je také nejbližší železniční stanice. Nižněvartovsk, správní středisko Nižněvartovského rajónu, do kterého Pokači patří, je z Langepasu dalších osmdesát kilometrů na východ.

## Dějiny
V roce 1970 zde bylo v oblasti obývané chantskou rodinou Pokačovů objeveno ložisko ropy. V 1978 začala těžba a s ní zde vzniklo dočasné sídlo pro dělníky. V roce 1984 začala stavba stálého sídla ve vzdálenosti 21 kilometrů a to se v roce 1992 stalo městem.